# Condado de Hajdú-Bihar
Hajdú-Bihar es un condado administrativo (vármegye en húngaro) situado al este de Hungría. Comparte fronteras con los condados vecinos de Szabolcs-Szatmár-Bereg, Borsod-Abaúj-Zemplén, Jász-Nagykun-Szolnok y Békés. Tenía una población en 2001 de 549.000 habitantes, distribuidos en una superficie total de 6.211 kilómetros cuadrados. Su capital es Debrecen.

## Subdivisiones
Se divide en diez distritos:
- Distrito de Balmazújváros (capital: Balmazújváros)
- Distrito de Berettyóújfalu (capital: Berettyóújfalu)
- Distrito de Debrecen (capital: Debrecen)
- Distrito de Derecske (capital: Derecske)
- Distrito de Hajdúböszörmény (capital: Hajdúböszörmény)
- Distrito de Hajdúhadház (capital: Hajdúhadház)
- Distrito de Hajdúnánás (capital: Hajdúnánás)
- Distrito de Hajdúszoboszló (capital: Hajdúszoboszló)
- Distrito de Nyíradony (capital: Nyíradony)
- Distrito de Püspökladány (capital: Püspökladány)

## Estructura regional
En general, Hajdú-Bihar tiene pocos lugares habitados en relación con su extensión, al contar con 19 ciudades y 62 aldeas o pueblos. Las ciudades más grandes y conocidas son Debrecen, Hajdúböszörmény, Hajdúnánás y Hajdúszoboszló.

### Condados urbanos
- Debrecen.

### Poblaciones principales
Ordenadas según censo del 2001:
| Hajdúböszörmény (32.228) |  | Nádudvar (9.213)    |  | Tiszacsege (5.003)     |  |
| Hajdúszoboszló (23.695)  |  | Polgár (8.418)      |  | Földes (4.382)         |  |
| Balmazújváros (18.615)   |  | Nyíradony (7.893)   |  | Biharkeresztes (4.273) |  |
| Hajdúnánás (18.185)      |  | Létavértes (7.218)  |  | Nyírábrány (3.973)     |  |
| Berettyóújfalu (16.227)  |  | Kaba (6.446)        |  | Sárrétudvari (3.049)   |  |
| Püspökladány (16.126)    |  | Téglás (6.338)      |  | Pocsaj (2.732)         |  |
| Hajdúhadház (13.001)     |  | Komádi (6.143)      |  | Bagamér (2.454)        |  |
| Hajdúsámson (10.946)     |  | Egyek (5.620)       |  | Csökmő (2.188)         |  |
| Hajdúdorog (9.595)       |  | Hosszúpályi (5.525) |  |                        |  |
| Derecske (9.285)         |  | Vámospércs (5.497)  |  |                        |  |